# Vecinos por Algete
Vecinos por Algete (VxA) es un partido político de Madrid (España), fundado en el año 2013, que obtuvo cuatro concejales por el Ayuntamiento de Algete en las  elecciones municipales de 2015 y tres en las de 2019 que le permitieron alcanzar un acuerdo de gobierno y gobernar en coalición con PSOE, Unión Santo Domingo y UCIN inicialmente y desde 2021 con PSOE, Unión Santo Domingo y Ciudadanos. Tiene carácter local, circunscrito al término municipal de Algete.

## Historia

### Fundación
Vecinos por Algete nace en 2013 como un partido vecinal formado por algeteños y algeteñas independientes que comparten su compromiso con el municipio y sus problemas. El objetivo de estos vecinos no es otro que el de mejorar la calidad de vida de Algete.
A diferencia del resto de partidos, más preocupados en el desarrollo de políticas nacionales que les aleja de las necesidades y las realidades locales, Vecinos por Algete trabaja y se preocupa única y exclusivamente por los verdaderos intereses del municipio. 
El partido pretende ser un referente en el gobierno de Algete, teniendo como máxima la promoción de la participación activa y real de los vecinos del municipio en las instituciones políticas representativas. Su objetivo es que los vecinos comprometidos participen con voz y voto en la sociedad municipal y en cada uno de sus órganos de gobierno, sin necesidad de estar sujetos a las disciplinas o intereses de ningún partido de ámbito supramunicipal.

### Legislatura 2015-2019
En las elecciones municipales celebradas el 24 de mayo de 2015, Vecinos por Algete obtuvo cuatro concejales gracias a los 1.603 votos obtenidos, con un respaldo de casi un 17 por ciento del electorado, convirtiéndose en la tercera fuerza política del municipio. El Partido Popular de Cesáreo de la Puebla de Mesa obtuvo la victoria en esos comicios, pero perdió la mayoría absoluta. Tal y como había anunciado durante los dos años previos, Vecinos por Algete cumplió su compromiso electoral y no alcanzó ningún pacto de gobierno para alcanzar la Alcaldía, permaneciéndo en la oposición municipal.

### Legislatura 2019-2023
En las elecciones municipales celebradas el 26 de mayo de 2019, Vecinos por Algete obtuvo tres concejales gracias a los 1.298 votos obtenidos, con un respaldo de algo más del 13 por ciento del electorado, convirtiéndose en la cuarta fuerza política del municipio. El PSOE fue la fuerza más votada, obteniendo cinco concejales, uno más que en 2015. El PP obtuvo cuatro ediles, cinco menos que hace cuatro años. El acuerdo de gobierno de PSOE, Vecinos por Algete, USD y UCIN, permitió el cambio político en el Ayuntamiento de Algete e hizo que Juan Jesús Valle García alcanzara la alcaldía de Algete.